# Hellcrash
Gli Hellcrash sono un gruppo musicale Speed / Heavy Metal italiano formatosi a Santa Margherita Ligure (in provincia di Genova) nel 2013.

## Storia
Il gruppo si forma nel 2013 per iniziativa del cantante/chitarrista Hellraiser e del bassista Skullcrusher. Nell'estate di quell'anno registra il primo demo autoprodotto, Ready to Burn in Hell. Nel 2015 viene pubblicato uno split insieme alla band fiorentina Forces edito dall'etichetta svizzera Red Wine Rites Records, mentre pochi mesi dopo esce il secondo demo Heavy Metal Inferno, il quale viene registrato con il nuovo batterista Nightkiller. In questi anni il gruppo comincia a esibirsi dal vivo, partecipando anche a diversi festival. Il 6 febbraio 2021 pubblica l'album Krvcifix Invertör con la Red Wine Rites Records. Nell'agosto dello stesso anno la band firma un contratto con l'etichetta tedesca Dying Victims Productions, sotto la quale viene pubblicata l'edizione in vinile del primo disco. Gli Hellcrash continuano quindi a tenere concerti da headliner e nei festival, sia in Italia che all'estero.  
Nel corso del 2022 il gruppo pubblica un nuovo split con la band siciliana Bunker 66, intitolato Hell & Sulphur e prodotto sempre dalla Dying Victims Productions.  
Nel 2023 viene pubblicato il secondo album, Demonic Assassinatiön, ancora una volta edito dalla Dying Victims Productions . Il batterista Evilbringer subentra al posto di Nightkiller poco dopo l'uscita del disco. Il nuovo lavoro in studio riscuote consensi positivi e buone vendite. Ad ottobre dello stesso anno gli Hellcrash si imbarcano nell'Europe Assassinatiön Tour, ovvero due settimane di concerti nei principali mercati europei.  
L'anno successivo, dopo alcuni concerti in Germania e Italia, la band pubblica Possessed, una ri-registrazione di un brano contenuto nel primo demo.   
A Marzo 2025 viene annunciato il terzo album in studio della band, Inferno Crematörio.   

## Formazione

### Formazione attuale
- L. C. Hellraiser – Voce, Chitarra  (2013-presente)
- F. T. Skullcrusher – Basso (2013-presente)
- A. R. Evilbringer – Batteria (2023-presente)

### Ex componenti
- Jack Deathammer – Basso (2013)
- L. S. Nightkiller – Batteria (2015-2023)

## Discografia

### Album in studio
- 2021 – Krvcifix Invertör
- 2023 – Demonic Assassinatiön
- 2025 – Inferno Crematörio

### Singoli
- 2024 – Possessed

### Split
- 2015 – Hellcrash/Forces (con i Forces)
- 2022 – Hell & Sulphur (con i Bunker 66)

### Demo
- 2013 – Ready to Burn in Hell
- 2015 – Heavy Metal Inferno

### Compilation
- 2021 – Vengeance of Hell [45][46]
- 2024 – Worldwide Warfare[47]